# Thomas Patrick David Scott
Thomas Patrick David Scott, britanski general, * 1905, † 1976.